# Дунаєвецький арматурний завод

ТОВ «Дунаєвецький арматурний завод»

ТОВ «Дунаєвецький арматурний завод» — завод в місті Дунаївці, який випускає необхідну продукцію для хімічної, нафтогазової промисловості та для комунального господарства. 

## Загальні дані
Адреса: 32400, Україна, Хмельницька область, м. Дунаївці, вул. Красінських, 13
Директор підприємства: Хмелюк Ольга Василівна.

## З історії та сьогодення підприємства
Підприємство було засноване ще в 1875 році підданим Німеччини підприємцем Ґустовом Лєйбахом як чавуноливарний завод з десятком робітників. 
На той час підприємство виготовляло доволі широкий асортимент продукції, спрямований на задоволення попиту як промисловості, так і сільського господарства, а саме: від деталей для парових двигунів і ткацьких верстатів до втулок та осей для селянських возів.
Після встановлення в Дунаївцях радянської влади у 1921 році підприємство стало відомем як чавуноливарний завод «Змичка». Під час радянської індустріалізації у тридцяті роки двадцятого століття підприємство було значно розширено та модернізовано і засвоїло нові види продукції, такі як вентилі, тракторні гільзи та втулки. Промислове виробництво на заводі не припинялось навіть у нелегкі часи німецько-фашистської окупації.
У 1970-х роках завод стає потужним підприємством, яке спеціалізувалось на випуску затворної арматури для нафтогазопроводів та комунального сектору. Його продукція постачалась на нафтогазові промисли та товарні ринки країн СНД.
Після 1991 року завод пройшов складний шлях приватизації, падіння та відновлення виробництва.
З 2014 року підприємство знайшло своє місце на аграрному ринку України в якості виробника сільськогосподарського обладнання: зернових сушарок, біокотлів для сушарок та іншого елеваторного устаткування. З 2014 по 2020 рік спеціалістами заводу було виготовлено обладнання та проведені роботи на 65 об’єктах в різних областях України.
На даний час завод є відкритим акціонерним товариством. Підприємство випускає засувки, пневматичні мембрано-виконавчі механізми, пічне чавунне литво, опори паркових лавок, люки дощової та кабельної телефонної каналізації, запчастини для сільгоспмашин.